# Blankenheim (Sassonia-Anhalt)
Blankenheim è un comune tedesco situato nel land della Sassonia-Anhalt.